# Новый Мир (Добрушский район)
Новый Мир (бел. Новы Мір) — посёлок в Переростовском сельсовете Добрушского района Гомельской области Республики Беларусь.

## География
В 16 км на юго-восток от районного центра Добруш и железнодорожной станции в этом городе на линии Гомель — Унеча, в 44 км от Гомеля.

## Транспортная система
Транспортная связь по автодороге Васильевка — Добруш. В посёлке 9 жилых домов (2004 год). Планировка состоит из короткой прямолинейной улицы. Застройка деревянными домами усадебного типа.

## История
Основана в начале XX века переселенцами с соседних деревень. В 1926 году в Новожизневском сельсовете Краснобудского района Гомельского округа.
В 1931 году жители вступили в колхоз.
Во время Великой Отечественной войны оккупанты в сентябре 1943 года полностью сожгли посёлок. В бою за деревню погибло 6 советских солдат.
В 1959 году в составе колхоза имени М.И. Калинина с центром в деревне Перерост.

## Население

### Численность
- 2004 год — 9 дворов, 16 жителей

### Динамика
- 1926 год — 21 двор, 124 жителя
- 1959 год — 77 жителей (согласно переписи)
- 2004 год — 9 дворов, 16 жителя